# 盛雪 (记者)
盛雪（1962年8月2日—），本名臧锡红，华裔加拿大人，记者、作家、诗人和时事评论员，曾数次获得加拿大新闻和写作奖项。她还曾以英文名“雷蒙娜·盛”在两部加拿大故事片中担任主要演员。

## 生平

### 青年时代
盛雪1962年生于北京。祖父臧启芳早年留学美国，回国后参与创办东北大学并任校长十年，还担任过天津市市长、东北三省地亩局局长、东北三省教育接收大专员等职，中华人民共和国成立前随国民政府撤退至台湾。留在大陆的父亲臧朋年攻读了东北大学历史系、北京大学政治系和外语学院英语系，但赶上了一系列政治运动，最后郁郁而殁。
五岁时，由于父母都被剥夺了工作，盛雪和三岁的妹妹被送到东北农村亲属家寄养，缺食少穿，曾因挖食田中土豆芽中毒而险些丧命。八岁时被接回北京，继续小学和中学教育，但是由于家庭出身“黑五类”而在学校备受歧视和迫害。
1979年高中毕业后，先后在北京废旧物资回收公司、京侨餐厅、辅进补习学校、北京广播电视大学学刊编辑部和《管理世界》杂志社工作。

### 八九学潮后
1989年，盛雪投入了八九民主运动，是六四天安门事件的见证人。8月，赴加拿大留学，抵达多伦多。在和大多数人一样地学习、打工的同时，全身心地投入到民运活动中。1990年2月，民主中国阵线多伦多支部成立，盛雪加入民阵，被选为第一届理事。4月，民阵加拿大分部成立，盛雪被选为民阵加拿大分部副主席。
1993年，中国民主团结联盟和民主中国阵线在澳大利亚联合成立了六四事件调查委员会，盛雪任主席。1994年，盛雪在多伦多发起成立中国人权促进会，开始进一步关注中国普遍的人权迫害事件。
1996年盛雪试图回国探亲，但刚抵达北京首都机场便被扣押，经过长达一天一夜的审讯后，被遣返回加拿大。
1997年8月，盛雪开始为自由亚洲电台工作，成为该电台的驻加拿大特约记者。同时，她也是德国之声驻北美特约记者。她还以自由撰稿人的身份为海外多家媒体撰写新闻报道和时事评论，担任一些媒体的时事评论员和专栏作家，发表过大量分析中国政局的评论文章。2000年起担任民主中国阵线副主席。
同年，盛雪在加拿大最具权威性的新闻周刊《麦克莱恩》杂志上发表的关于中国偷渡者命运的独家追踪采访报道，并因此在2001年获得了“加拿大记者协会深度新闻调查奖”和“加拿大全国杂志奖”。她是第一位获得此类奖项的华人。
2001年，深入追踪调查采访中国第一大案：远华走私案，撰写并出版了二十多万字的《“远华案”黑幕》一书。中国官方在该书出版过程中施加了巨大压力，试图阻止该书的出版。盛雪并受到多方威胁利诱。该书在7月3日出版，中国官方八个部委立即联合下达文件查禁此书。2002年，独家深入调查涉及中共高层权力斗争的经济大案朱小华案，并撰写了系列独家采访报道。同年，盛雪为新唐人电视 “时事论坛”栏目所作的“中国与国家恐怖主义”四集系列评论获得巨大反响。盛雪也是最早系统深入的分析“中国国家恐怖主义”性质的学者之一。
2004年，加入加拿大笔会和独立中文笔会，这两个笔会都是国际笔会的成员。同年，盛雪发起建立了十元人道救助计划，通过号召公众每月捐助十元等方式募集善款，救助在中国大陆被关押的作家、记者和其他政治犯。
2005年，获颁该年度加拿大少数族裔新闻记者奖，是该届30位杰出个人获奖者中唯一的华裔人士。
2006年，盛雪发起建立了由多个不同族裔背景的人权组织和个人组成的中国人权网络，推动中国人权进步，并督促加拿大政府和社会各界关注中国人权状况。同年，盛雪参与建立了全球支持中国和亚洲民主化论坛，任董事。德国前国防部副部长Dr. Klaus Rose 为该论坛主席，日本议会副议长牧野圣修为副主席。
2008年1月，诗集《觅雪魂》在香港出版，但在一年之前的2007年2月，中国公安部、文化部和新闻出版总署便已联合下达文件查禁此诗集。
盛雪是加拿大卡尔顿大学（Carlton University）2007年的驻校作家，麦克马斯特大学（McMaster University）2009年冬季的驻校作家，和阿尔伯达省首府埃德蒙顿市及阿尔伯达大学2009-2010年度的驻市驻校流亡作家。
2012年9月29日， 加拿大公民暨移民部兼多元文化部部长賈森·康尼在与五十多名亚裔政治流亡者到盛雪家共度中秋时，代表加拿大政府向盛雪颁发了伊丽莎白二世女王钻石庆典纪念勋章，以表彰她对加拿大社会和族裔团结所做的重大贡献和杰出成就。
2012年10月8日，在匈牙利首都布达佩斯举行的民主中国阵线全球代表大会上，盛雪当选为民阵第十一届总部主席。
2020年初，中國大陆爆發新型冠狀病毒疫情，有中國大陆民衆及民運人士質疑政府防疫不力、掩蓋真相。盛雪为批評中國政府與領導者，仿效香港反送中提出“五大訴求”。其引用匿名人士录制的视频，通过推特宣佈成立“武漢臨時政府”，并隔空命令武汉政府官员立刻向其新政府报到，在網絡上發起了“湖北獨立、武漢獨立運動”。

## 作品
- 长篇新闻纪实《“远华案”黑幕》, 明镜出版社, 美国, 2001年。国际标准书号：ISBN 962-8744-46-1.
- 诗集《觅雪魂》，联合作家出版社，香港，2008年1月。国际标准书号：ISBN 978-988-17205-1-1.
- 文集《敌对抒情》，联合作家出版社，香港，2008年8月。国际标准书号：ISBN 978-988-17205-6-6.

以上三本书都被中国政府列为禁书。

## 演出
盛雪参演过多部电影，并在其中两部英语影片中担任主要角色：
- 《浮云》（Small Pleasures （页面存档备份，存于）），加拿大故事片，1993年出品，盛雪饰赵青[13][14]
- 《落鸟》（Chinese Chocolate （页面存档备份，存于）），加拿大故事片，1995年出品，盛雪饰佛兰西丝·黄[15]

此外，1997年，盛雪还在加拿大华语话剧《荷珠新配》中饰演主角荷珠。

## 家庭
- 祖父臧启芳（1894-1961），曾于1930-1931代理天津市市长，1937-1947任东北大学校长，1949年以前在中国大陆和1949年后在台湾还担任过多种重要政府或教育职务。

- 祖母王淑清（1894-1983），臧启芳与妻子王淑清育有三子三女，除长子臧朋年和长女臧慕莲留在大陆外，其余子女皆先后经台湾移居美国。

- - 父亲臧朋年（又作臧鹏年），1924年正月十五（2月19日）出生。虽拥有历史、政治和英语三个学位，但由于家庭背景原因，在大陆长期遭受政治迫害，于1992年清明（4月4日）在北京病逝。

- - 母亲李桂琴1930年9月13日生于东北辽宁一个大户人家，在大陆历次政治运动中遭尽磨难，但始终坚强乐观。现在加拿大安度晚年[不中立]。臧朋年与李桂琴育有一子二女。
    - 哥哥臧锡光，1978年曾在中国大陆文革后第一次数学竞赛（十余万人报考）中名列前茅。现为电脑软件工程师，居住美国。
    - 妹妹臧锡慧，理财专家，现居加拿大。
    - 丈夫董昕，1956年8月4日生于北京。自由职业摄影师。现居加拿大。

- - 大姑臧慕莲，现居中国大陆。

- - 二姑臧素莲，现居美国。

- - 二叔臧英年，曾任何应钦的侍从官、美国华盛顿社区大学教授，后来以回到中国大陆义务推行戒烟而著称，被称为“控烟活动家”，著有《你能够不吸烟》一书。

- - 三姑臧雪莲，电脑软件工程师，现居美国。
    - 表弟盧傑，生于1963年7月1日，为第四位进入太空的美国华裔宇航员，曾创太空行走新记录。

- - 三叔臧凯年，现居美国。

### 相关资料
- Litfest2009ARC:authors[永久]
- 民主中国阵线官方网站
- 十元人道捐助计划 （页面存档备份，存于）
- www.film.com 网站上的Reimonna Sheng条目
- www.film.com 网站上的Remona Sheng条目
- 盛雪的主页 （页面存档备份，存于）
- 盛雪的twitter （页面存档备份，存于）
- 【多维新闻】诗集《觅雪魂》如何成为禁书. 2008-02-07[2010-08-15][永久]

### 部分作品
- “博讯”网站上的盛雪文集 （页面存档备份，存于）

### 部分电视专题
- 中国与国家恐怖主义（一）、（二）、（三）、（四）